# Edel & Starck
Edel & Starck è una serie televisiva tedesca, incentrata sui casi dello studio legale di due avvocati, Felix Edel e Sandra Starck; fra situazioni intricate, assurde e a volte perfino pericolose, i due civilisti fanno del loro meglio per supportare i loro clienti e vincere le cause affidategli, e ogni tanto contribuiscono anche a riappacificare i contendenti. Spesso i casi li vedono insieme o su fronti opposti, contribuendo a far scattare nei due qualche scintilla di romanticismo ed attrazione reciproca, oppure ostilità malcelata con taglienti battute ironiche.

## Descrizione
In Belgio, Svizzera, Québec e Italia è stato mantenuto il titolo originale, mentre in Francia la serie è intitolata Duo de maîtres. È composta da 52 episodi della durata di circa 46 minuti.
Prodotta da Marc Terjung e girata nel 2002-2005 dalla produttrice berlinese Phoenix Film per il canale televisivo Sat.1. In Belgio è diffusa dalla RTL-TVi, in Francia da France 3 in Svizzera da TSR e RSI e a Monte Carlo da 13ème rue.
In Italia venne trasmessa prima da Rai 2 e poi da Comedy Central.